# Diszkrét koszinusz-transzformáció

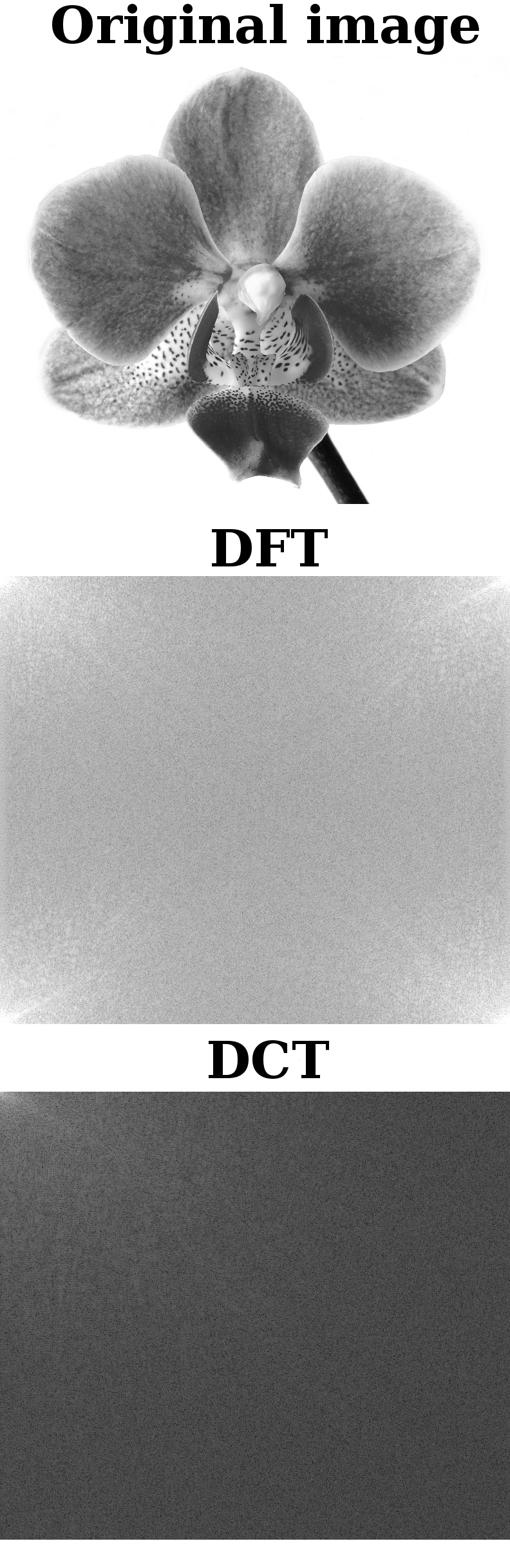
2D DCT összehasonlítva a DFT-vel (a világosabb árnyalatok jelzik a nem zérus együtthatókat)

A diszkrét koszinusz-transzformáció (angol nyelvű rövidítése: DCT) egy Fourier-transzformáció, hasonló a diszkrét Fourier-transzformációhoz, de nem komplex, hanem valós számokon dolgozik.
A tömörítés során a lényegtelen információk elhagyására törekszünk. A CS&Q eljárást alkalmazva a mintavételi frekvencia és/vagy a kvantálási lépcsők számának csökkentésével jóval kisebb adathalmazt kapunk, miközben a képminőség csak az elfogadható mértékben romlott. Nem használtuk ki azonban az emberi látás néhány fontos tulajdonságát. Ha az adathalmazunkra alkalmazzuk a DCT-t, a kapott új adathalmaz nem lesz nagyobb, mint az eredeti, de ez most a kép spektrális tulajdonságaira lesz jellemző. Az emberi szem azonban a nagyfrekvenciás összetevőkre jóval kevésbé érzékeny, mint a DC-hez közeliekre. Elhagyva a nagyfrekvenciás összetevők kb. 50%-át, az inverz transzformáció után az eredeti kódolt információnak legfeljebb 5%-a veszik el.
A JPEG kódolás során a képet 8×8 pixelből álló blokkokra osztjuk, és ezt a 64 képpontot együtt transzformáljuk. Ezt eredetileg az indokolta, hogy az eljárás kifejlesztésének idején az integrált áramkörös technológia ennyit tett lehetővé. A 8x8-as technika jól bevált, ezért azóta sem módosították. Az MPEG technika a kódolás és a mozgásbecslés során szintén 8x8-as blokkokat használ, de ott a blokkméret növelése igen jelentős számítástechnikai többletigénnyel járna.
Ha egy N mintából álló sorozatot szimmetrikussá teszünk úgy, hogy a mintákat csökkenő index szerint megismételjük, akkor egy páros függvényt kapunk. A függvény Fourier transzformáltjának (spektrumának) N db harmonikus összetevője lesz (0 - N-1). Valamennyi összetevő koszinuszos és valós. Egyszerűsítve ez a DCT. Az N mintából álló sorozat diszkrét koszinusz-transzformáltja:
{\displaystyle y(k)={\sqrt {\frac {2}{N}}}\cdot \alpha _{k}\cdot \sum _{n=0}^{N-1}x(n)\cdot cos\left({\frac {2n+1}{2N}}\cdot k\cdot \pi \right)}
{\displaystyle \alpha _{k}=1\ \ \ \ ha\ \ \ \ \ k\neq 0\ \ \ \ \ \alpha _{k}={\frac {1}{\sqrt {2}}}\ \ \ \ ha\ \ \ \ k=0\ \ \ \ \ \ n,k=0..N-1}
Az N db mintát együtt transzformáltuk. Ha az N = 8, akkor 8-féle alapfüggvényt (harmonikus összetevőt) kapunk, amiből a k = 0-hoz tartozó összetevő a DC, és értéke:
{\displaystyle y(0)={\frac {1}{\sqrt {N}}}}
Ne feledkezzünk meg azonban arról, hogy a képet három (Y,U,V) kétváltozós (x,y) függvény írja le, ezért kétdimenziós DCT-re van szükségünk. Ezt elvégezhetjük úgy is, hogy két egydimenziós DCT-t egymás után kapcsolunk. A kétdimenziós DCT formula:
{\displaystyle y(m,n)={\frac {2}{N}}\cdot \alpha _{m}\cdot \alpha _{n}\cdot \sum _{k=0}^{N-1}\sum _{l=0}^{N-1}x(k,l)\cdot cos\left({\frac {2k+1}{2N}}\cdot m\cdot \pi \right)\cdot cos\left({\frac {2l+1}{2N}}\cdot n\cdot \pi \right)}
x(k,l) a bemeneti minta, am, an ugyanúgy alakul, mint az egydimenziós DCT-nél. 8x8 képpontból álló blokkok együttes transzformálásakor 64-féle alapfüggvényt kapunk, vagyis megkaptuk a DC és a 63-féle koszinuszos összetevő együtthatóit. (A transzformáció szempontjából teljesen mindegy, hogy egy képpontot eredetileg hány biten kódoltunk.) A 64 minta helyett most van 64 másik számunk. Látszólag feleslegesen dolgoztunk. Rendezzük 8x8-as mátrixba az együtthatókat úgy, hogy a mátrix (0,0)-ás eleméhez tartozzon a DC, a (7,7) pozíciójú eleméhez pedig a legnagyobb frekvenciájú összetevő. Az együtthatókat kvantáljuk. A még elfogadható minőségromlás mértéke határozza meg, hogy hány kvantálási lépcsőt alkalmazunk. A kvantálás optimalizálható, ha a kvantálási mátrixot az adott képhez illesztjük (adaptáljuk), de akkor azt is át kell vinni.
A szem érzékenysége a frekvencia növelésével rohamosan csökken, a (7,7)-es elem esetén már csak kb. 256-od része a DC összetevőnek. Találhatunk tehát egy olyan súlyozó mátrixot, amellyel megszorozva az együtthatómátrixot, a nagyfrekvenciás együtthatók nagy része nulla, vagy nullához közeli értékű lesz. Tekintsünk nullának minden olyan értéket, amely egy adott minimum alá esik. Ha végigjárjuk a mátrixot a DC-től kiindulva cikk-cakk alakban úgy, hogy fokozatosan távolodjunk a DC összetevőtől, igen nagy a valószínűsége, hogy nullák sorozatával fogunk találkozni. Ez szinte megköveteli a futamhossz-kódolás alkalmazását.

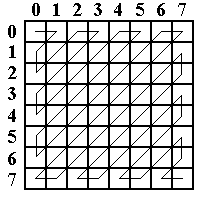
Cikk-cakk konverzió

Az együtthatókat soros számfolyammá kell alakítani, de a nagyfrekvenciásak nem lényegesek. Ha egyszerűen elhagyjuk őket, az adaptációs képesség nulla. Súlyozás után a minimum alattiakat eldobhatjuk, de akkor meg kell adni a következő értékes együttható címét. A legjobb megoldás a cikk-cakk konverzió és az azt követő futamhossz-kódolás.
Az alkalmazott futamhossz-kódolás némiképp eltér a korábban megismerttől. Az értékes együttható kódja után mindig a követő nullák száma (futási hossza) áll:
eredeti számsorozat: 2,1,4,3,0,0,0,1,0,0,0,0,0,6,8,1,0,0,0, …
RLE után: (2,0),(1,0),(4,0),(3,3),(1,5),(6,0),(8,0,),(1,3), …
A számpárokra még alkalmazhatunk változó szóhosszúságú (Huffman) kódolást is, akár bemenő blokkonként változó kódtáblával.
A JPEG kódolás során kétféle eljárást használhatunk. A nem keresztbeszövött kódolás során az egyes komponenseket (Y,U,V) külön-külön kódoljuk, a keresztbeszövött esetén pedig mindegyikből egyszerre annyit, amennyi a felbontásukból adódik.

## A DCT műveletigénye
Az alábbi táblázatban összefoglaltuk, hogy NxN képpontból álló blokkok esetén a DCT végrehajtásához hány művelet szükséges:
|                   | 1 blokk 1 együtthatója | 1 blokk 1 együtthatója | Teljes blokk | Teljes blokk |
|                   | szorzás                | összeadás              | szorzás      | összeadás    |
| definíció szerint | N2                     | N2                     | N4           | N4           |
| 2x(1-D)           | 2N                     | 2N                     | 2N3          | 2N3          |
| gyors DCT         | 11 (N=8)               | 29 (N=8)               | 11 N2        | 29 N2        |